# Amatory
Amatory (normalmente escrito como [AMATORY], para atender o seu logotipo) é uma banda de nu-metal russa, formada em 2001 em ˞˞˞São Petersburgo. A banda se estende diversos gêneros, incluindo metal alternativo, metalcore e groove metal.
O grupo ganhou dois prêmios no Alternativa russo Music Prize em 2005 e fez turnê por toda a Rússia, Estônia, Cazaquistão, Letônia, Moldávia, Bielorrússia, Ucrânia e Finlândia. A banda magia tanto o nome da banda e seu nome entre colchetes, e manter suas iniciais em alfabeto latino em suas roupas.

## Integrantes

### Membros
- [DENVER] — baixo, vocal
- [ALEX] — guitarra
- [JAY] — guitarra
- [STEWART] — bateria
- [SLAVA] — vocal

### Ex-membros
- [PJ] — vocal, baixo
- [LEXUS] — vocal (deixou a banda após a gravação Вечно судьба прячется)
- [GANG] (Sergei Osechkin) — guitarra (morreu de câncer, 8 de agosto de 1983 — 15 de março de 2007)
- [IGOR] vocal (saiu por causa de sua religião)

## Discografia

### Álbuns
- 2003 — Вечно прячется судьба (Sempre ocultar o destino)
- 2004 — Неизбежность (Inevitabilidade)
- 2006 — Книга мёртвых (Livro dos mortos)
- 2008 — VII
- 2010 - Инстинкт Обречённых (Instinto de condenado)
- 2019 - DOOM

### Singles
- 2003 — Осколки
- 2004 — Две жизни
- 2005 — Чёрно-белые дни
- 2006 — Преступление против времени
- 2007 — Слишком поздно
- 2010 - Сквозь Закрытые Веки

### Splits
- 2002 — Хлеб (com Spermadonarz)

### DVDs
- 2005 — P.S.
- 2007 — Home Video Evol.1
- 2008 — Live Evil DVD
- 2012 - The X-Files